# Cutis verticis gyrata

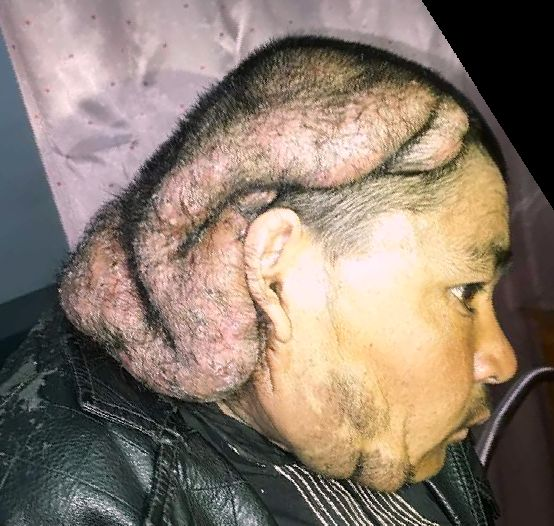
Cutis verticis gyrata.

El cutis verticis gyrata es una enfermedad rara que afecta al cuero cabelludo. Se caracteriza porque este adopta un aspecto anómalo, con la formación de pliegues formados por piel engrosada intercalados con surcos profundos. El cuero cabelludo ofrece un aspecto que puede recordar a los pliegues del cerebro, por lo que se denomina cerebriforme. Existen diversas variedades del mal que puede estar presente desde el nacimiento en la forma congénita o bien aparecer en la vida adulta como consecuencia de otros trastornos como la obesidad. La primera descripción fue realizada por Alibert en 1837.

## Clasificación
Se distinguen las siguientes variedades:
- Cutis verticis gyrata primario esencial (CVGPE), no se asocia a otras enfermedades.
- Cutis verticis gyrata primario no esencial (CVGPNE) se asocia a otros trastornos neurológicos o psiquiátricos, por ejemplo retraso mental o el síndrome X frágil.
- Cutis verticis gyrata secundario (CVGS). Se produce como consecuencia de determinados procesos inflamatorios, tumorales o de otro tipo que afectan al cuero cabelludo: locales, por ejemplo psoriasis del cuero cabelludo, o generales, como la neurofibromatosis, el síndrome de Ehlers-Danlos y la acromegalia.